# NGC 4185
NGC 4185 (NGC 4209) é uma galáxia espiral (Sbc) localizada na direcção da constelação de Coma Berenices. Possui uma declinação de +28° 30' 37" e uma ascensão recta de 12 horas, 13 minutos e 22,2 segundos.
A galáxia NGC 4185 foi descoberta em 11 de Abril de 1785 por William Herschel.